# Kim Seong-yeon
Dans ce nom coréen, le nom de famille, Kim, précède le nom personnel.
Pour les articles homonymes, voir Kim.
Kim Seong-yeon, née le 16 avril 1991, est une judokate sud-coréenne en activité évoluant dans la catégorie des moins de 70 kg.

## Biographie
Kim Seong-yeon est médaillée de bronze aux Championnats du monde de judo 2013 à Rio de Janeiro.

## Palmarès
| Année | Compétition           | Lieu           | Résultat | Catégorie      |
| ----- | --------------------- | -------------- | -------- | -------------- |
| 2013  | Championnats du monde | Rio de Janeiro | 3e       | Moins de 70 kg |
| 2014  | Jeux asiatiques       | Incheon        | 1re      | Moins de 70 kg |
| 2016  | Championnats d'Asie   | Tachkent       | 2e       | Moins de 70 kg |
| 2017  | Championnats d'Asie   | Hong Kong      | 2e       | Moins de 70 kg |
| 2018  | Jeux asiatiques       | Jakarta        | 2e       | Moins de 70 kg |

dans les compétitions par équipes :
| Année | Compétition                   | Lieu     | Résultat |
| ----- | ----------------------------- | -------- | -------- |
| 2014  | Jeux asiatiques               | Incheon  | 1re      |
| 2017  | Championnats du monde (mixte) | Budapest | 3e       |